# Aranguel
Aranguel (en macédonien Арангел ; en albanais Arangjeli) est un village de l'ouest de la Macédoine du Nord, situé dans la municipalité de Kitchevo. Le village comptait 709 habitants en 2002. Il est majoritairement albanais.

## Démographie
Lors du recensement de 2002, le village comptait :
- Albanais : 708
- Autres : 1